# Thung lũng sông Loire
Thung lũng sông Loire (tiếng Pháp: Val de Loire) là phần lưu vực của sông Loire thuộc hai vùng Centre và Pays de la Loire, bao gồm 4 tỉnh Loiret, Loir-et-Cher, Indre-et-Loire và Maine-et-Loire của Pháp. Tại vùng Thung lũng này, sông Loire còn có các sông nhánh là Cher, Indre và Vienne. Tại Thung lũng sông Loire có rất nhiều thành phố, thị trấn lịch sử với nhiều công trình kiến trúc có giá trị như Montsoreau, Orléans, Blois, Amboise, Tours, Saumur và Angers. Bên cạnh đó Thung lũng này còn nổi tiếng thế giới nhờ các vùng trồng nho, làm rượu vang và đặc biệt là hệ thống các lâu đài của Thung lũng sông Loire, trong đó phải kể tới các lâu đài Amboise, Chambord hay Chenonceau.
Năm 2000 phần Thung lũng sông Loire từ Sully-sur-Loire (thuộc tỉnh Loiret) đến Chalonnes-sur-Loire (thuộc tỉnh Maine-et-Loire) đã được UNESCO công nhận là Di sản thế giới nhờ giá trị văn hóa độc đáo, đặc biệt là giá trị lịch sử và kiến trúc.

## Lịch sử
Từ thờ Đồ đá cũ, con người đã bắt đầu định cư tại Thung lũng sông Loire. Từ thế kỉ 4 TCN, Pays des Carnutes đã trở thành trung tâm sinh sống của những người Gaule. Sau khi quân đội của Julius Caesar chinh phục vùng đất này thì văn minh La Mã cũng nhanh chóng phổ biến ở các thành phố trong vùng như Orléans, Tours và Angers. Dưới Triều đại Carolingiens, hai người thân tín của Charlemagne là Alcuin và Théodulphe đã cho thành lập các trường dòng tại Thung lũng sông Loire, tạo ra ảnh hưởng lớn của đạo Thiên Chúa đối với vùng này. Thời kì Trung Cổ, Thung lũng sông Loire chứng kiến những cuộc chiến xảy ra liên tiếp từ giữa thế kỉ 10 đến thế kỉ 15.
Thung lũng sông Loire chiếm vị trí quan trọng nhất trong lịch sử vương quốc Pháp là ở thời kì Phục hưng. Năm 1461 vua Louis XI đã đặt thủ đô ở Tours, ngay cả khi vua Henri IV dời đô về Paris năm 1594, thì trung tâm quyền lực của nước Pháp vẫn nằm ở Thung lũng sông Loire. Vì lý do này mà nhiều nghệ sĩ và thợ thủ công xuất sắc của Ý đã đến đây làm việc, trong số đó phải kể tới Leonardo da Vinci, người đã sống những năm cuối đời ở Lâu đài Amboise.
Từ giữa thế kỉ 17 đến giữa thế kỉ 18, giao thông đường thủy tại Thung lũng rất phát triển nhờ sự hình thành của các kênh đào Briare và Orléans. Mãi đến thế kỉ 19 khi ngành đường sắt bắt đầu phát triển mạnh thì việc giao thông bằng đường sông và các cảng sông tại Thung lũng sông Loire mới dần lụi tàn.

## Văn hóa

### Các lâu đài

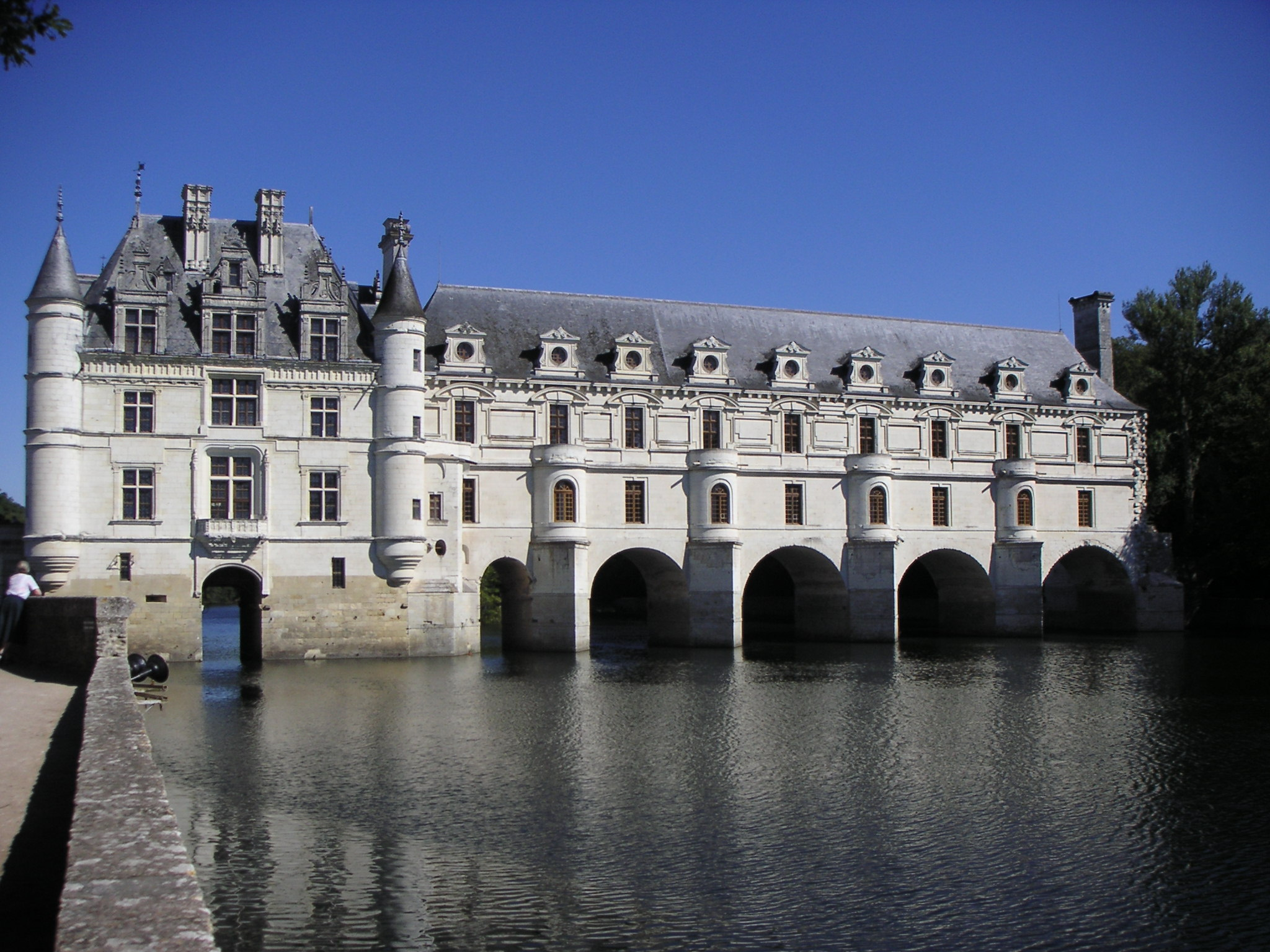
Lâu đài Chenonceau

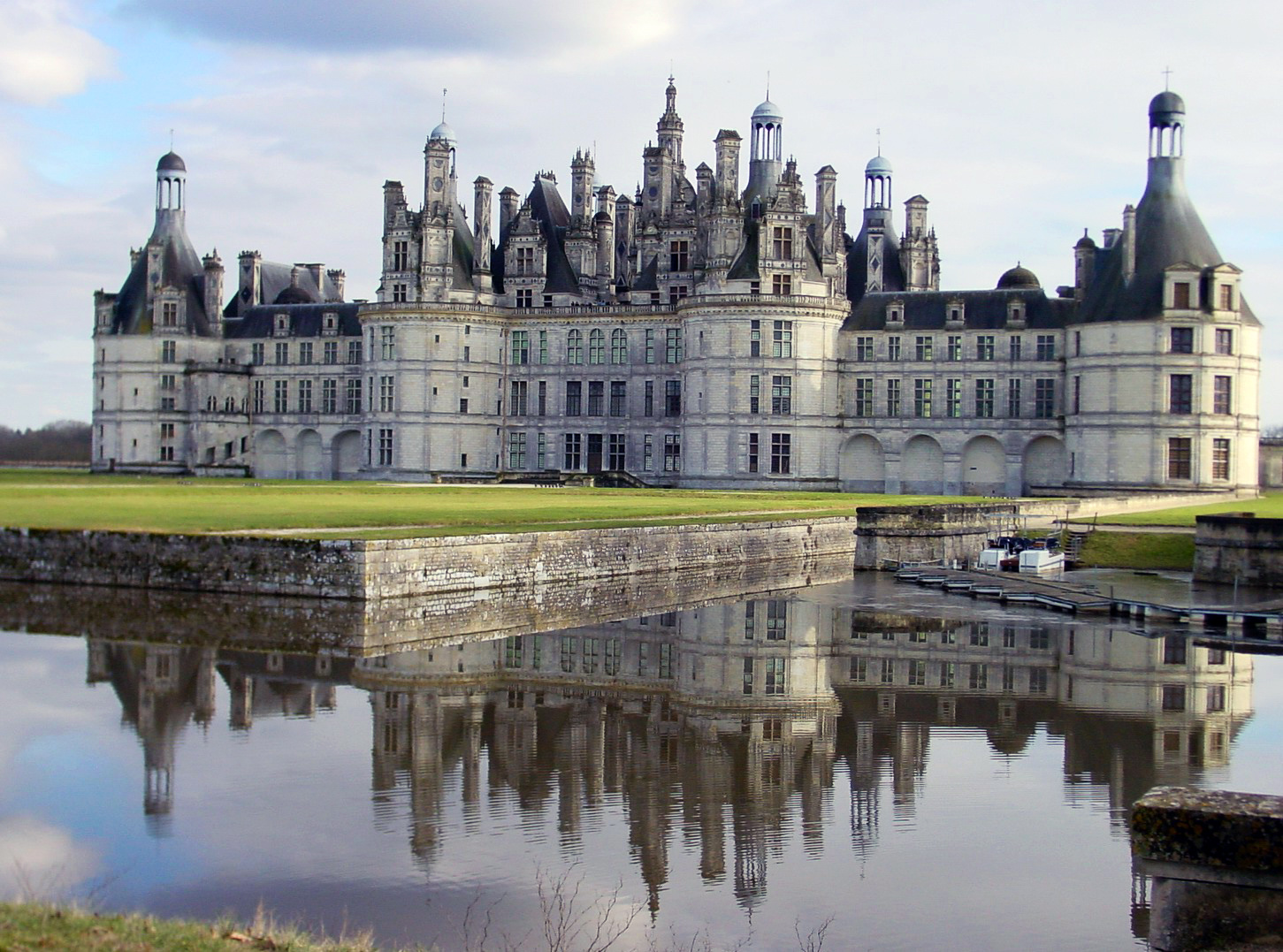
Lâu đài Chambord

Tại Thung lũng sông Loire còn khoảng 42 lâu đài, phần lớn được xây dựng từ thời Trung Cổ đến thế kỉ 15, khi trung tâm quyền lực của nước Pháp nằm ở đây. Nhiều lâu đài có kiến trúc đặc trưng của thời kì Phục hưng, trong đó các lâu đài đáng chú ý phải kể tới:
- Lâu đài Amboise
- Lâu đài Azay-le-Rideau
- Lâu đài Blois
- Lâu đài Chambord
- Lâu đài Châteaudun
- Lâu đài Cheverny
- Lâu đài Chaumont-sur-Loire
- Lâu đài Chenonceau
- Lâu đài Chinon
- Lâu đài Langeais
- Lâu đài Loches
- Lâu đài Montsoreau
- Lâu đài Saumur
- Lâu đài Valençay
- Lâu đài Villandry

### Nghề làm rượu vang
Các cánh đồng nho và nghề làm rượu vang đã có ở Thung lũng sông Loire từ thời La Mã. Với một diện tích rộng lớn và nhiều loại đất, địa hình khác nhau, Thung lũng sông Loire có nhiều loại rượu vang đặc trưng. Các vùng trồng nho chính tại đây là Anjou, Saumur, Orléanais và Touraine. Rượu vang Anjou, Saumur, Orléanais và Touraine có tới 51 loại (appellation) bao gồm cả vang trắng, vang hồng và vang đỏ.

## Hình ảnh

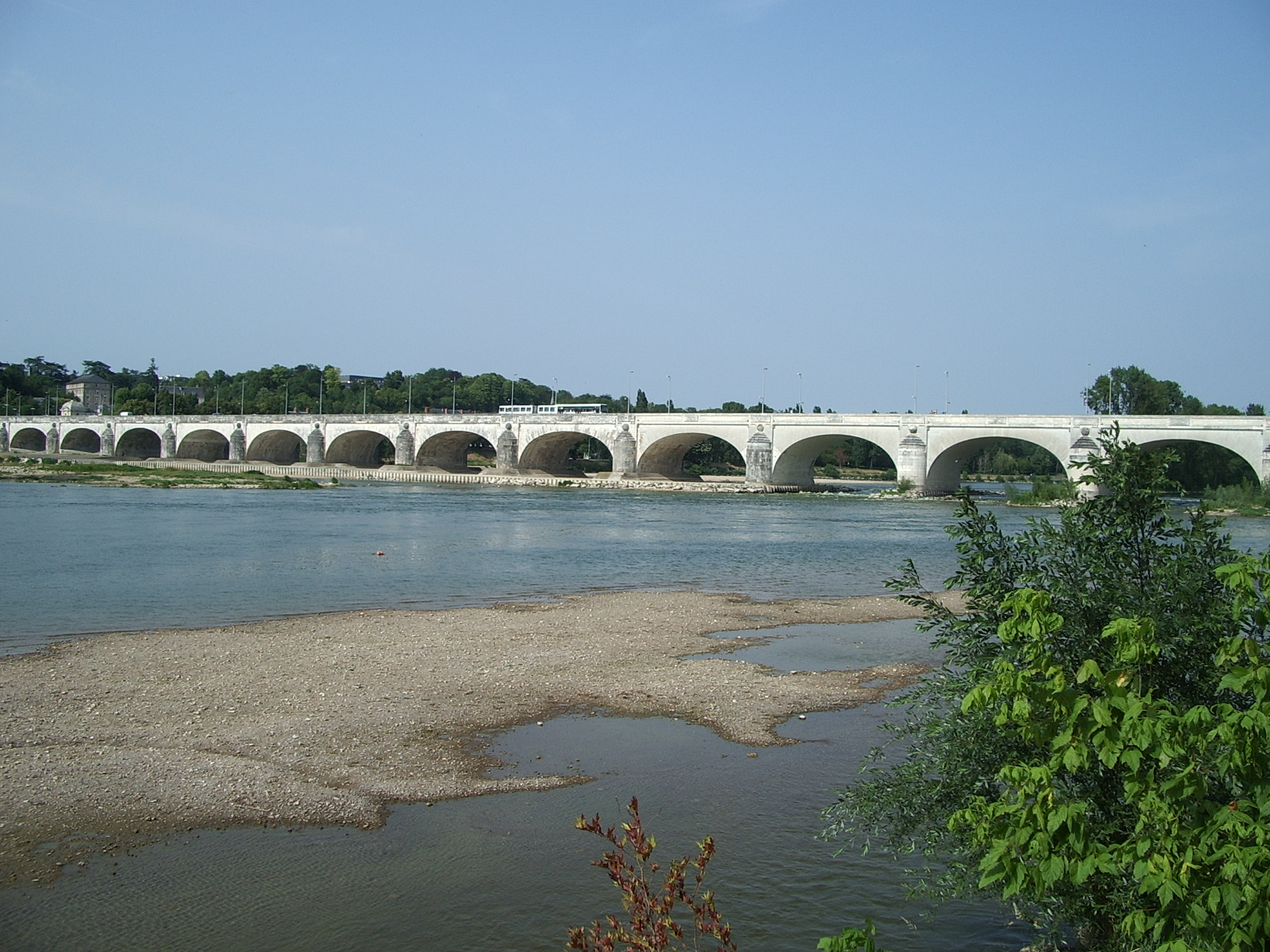
Cầu Wilson bắc qua sông Loire tại Tours
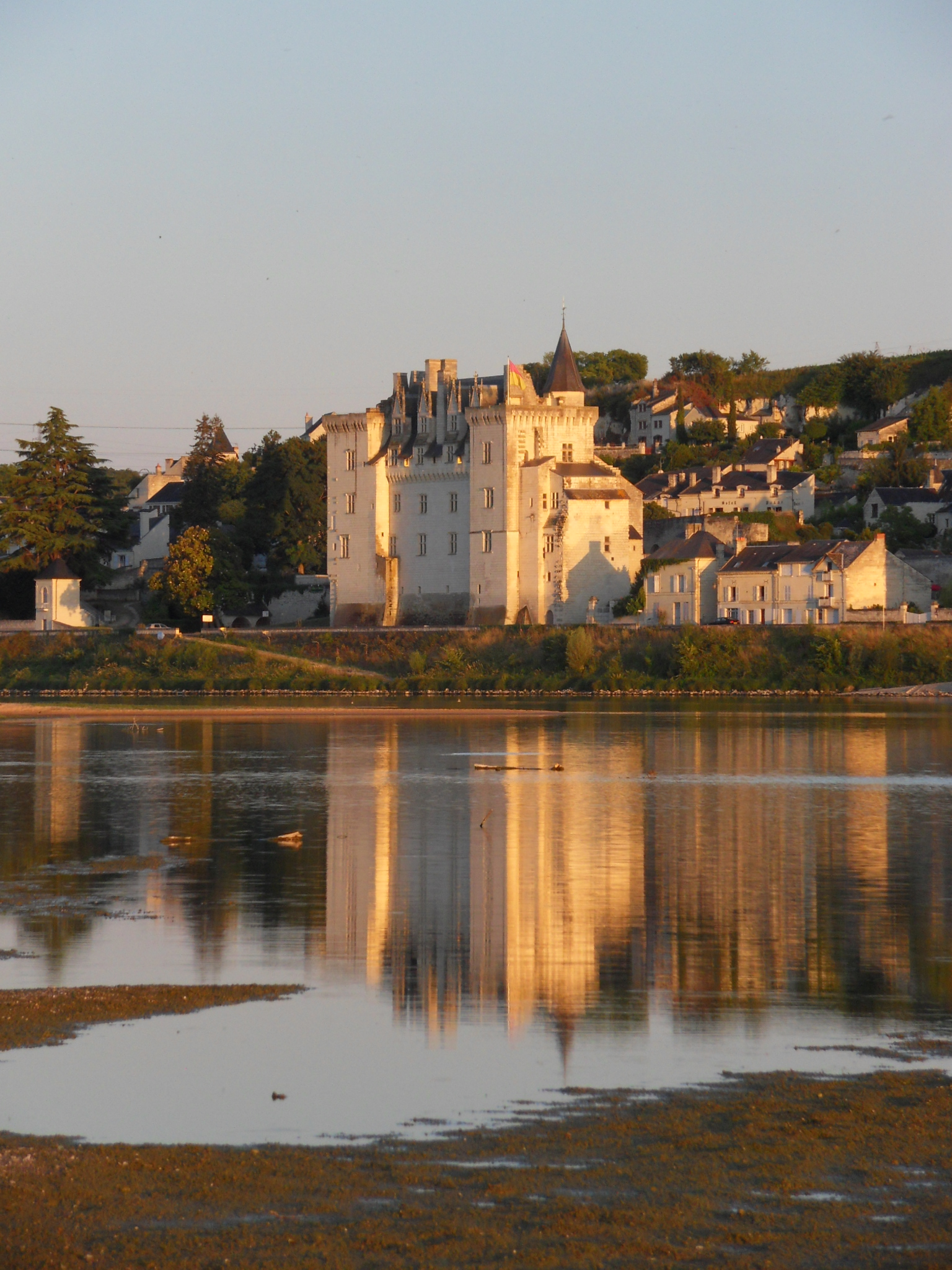
Lâu đài Montsoreau
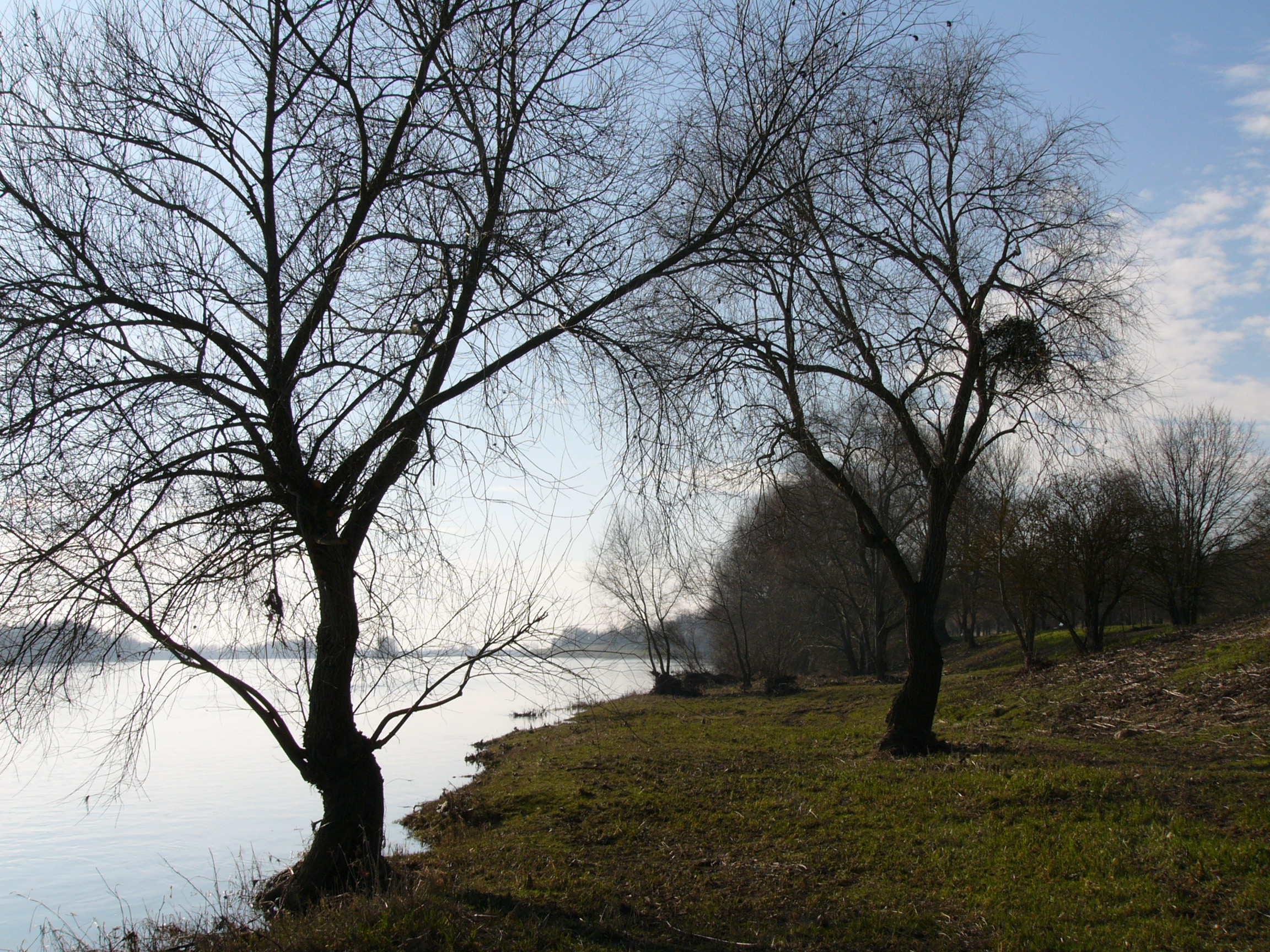
Bờ sông Loire
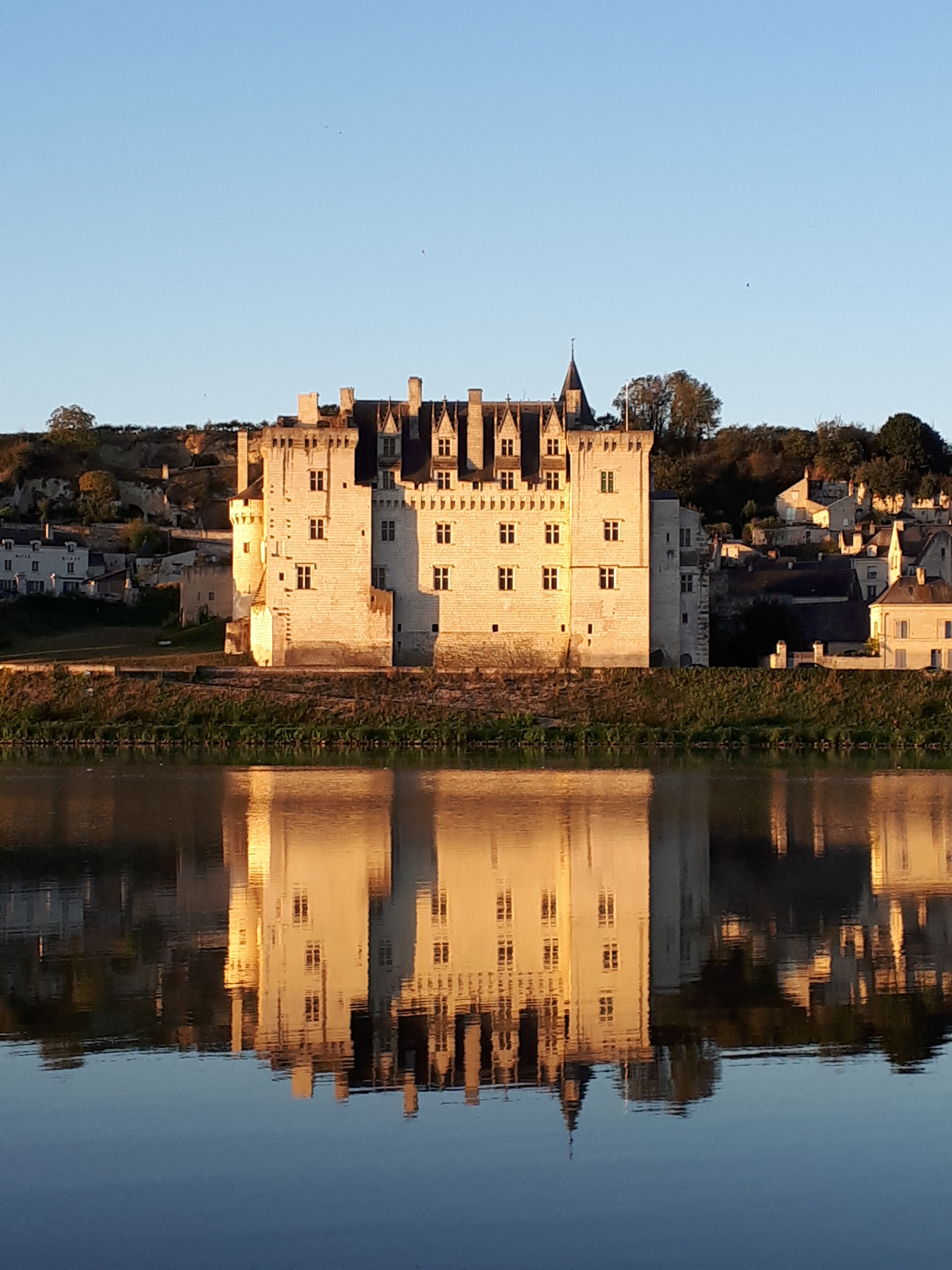
Lâu đài Montsoreau-Bảo tàng nghệ thuật đương đại
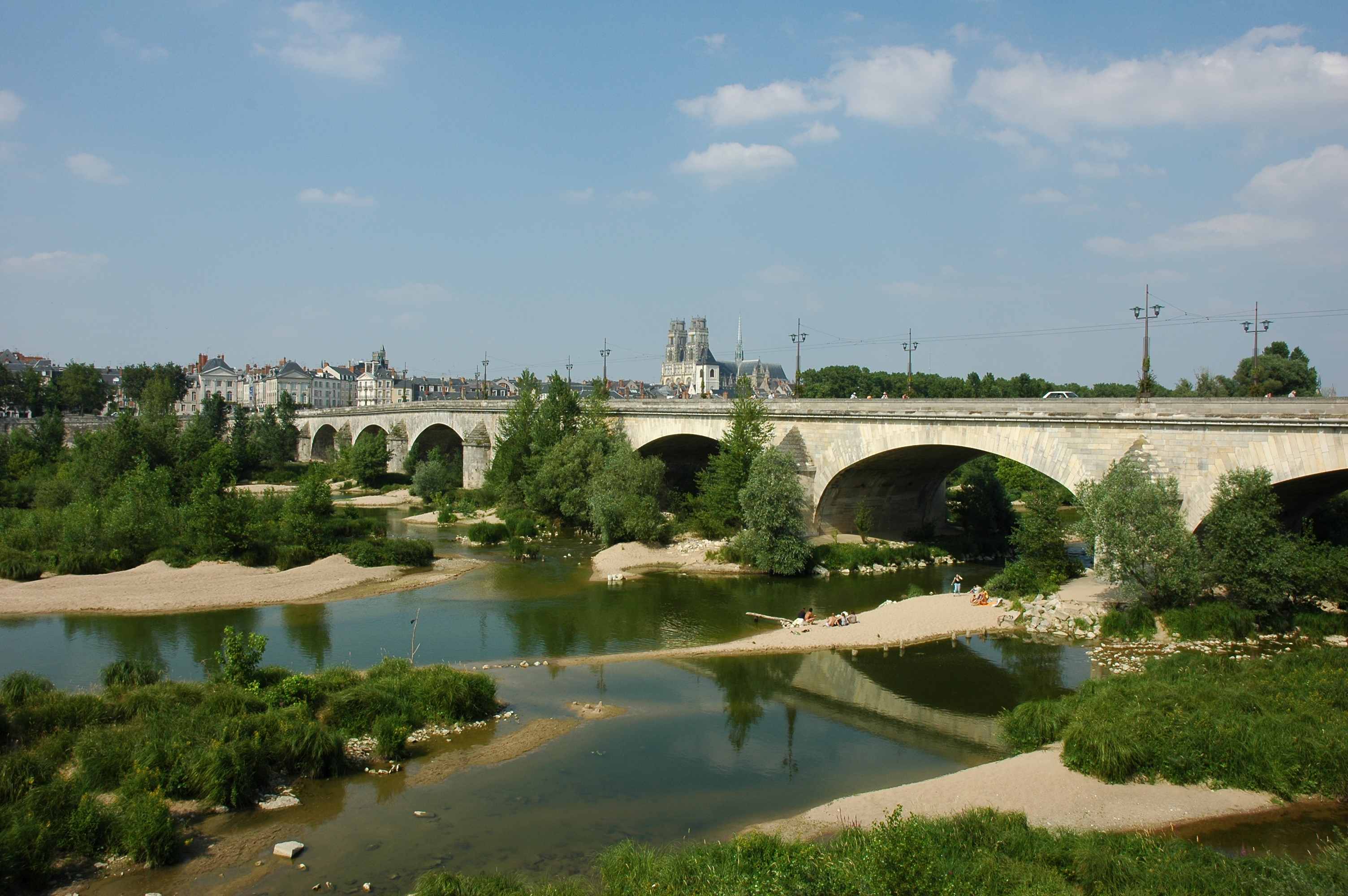
Cầu George V bắc qua sông Loire ở Orléans
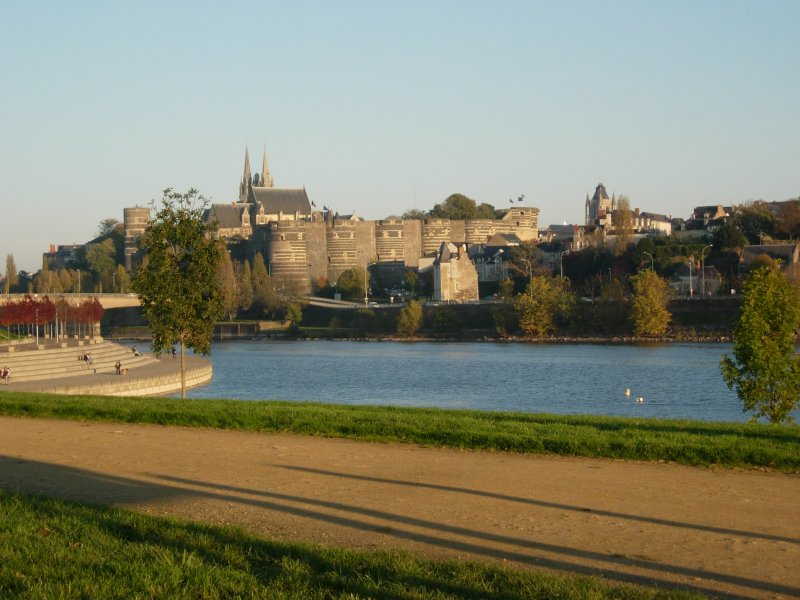
Lâu đài Angers nhìn từ bờ sông
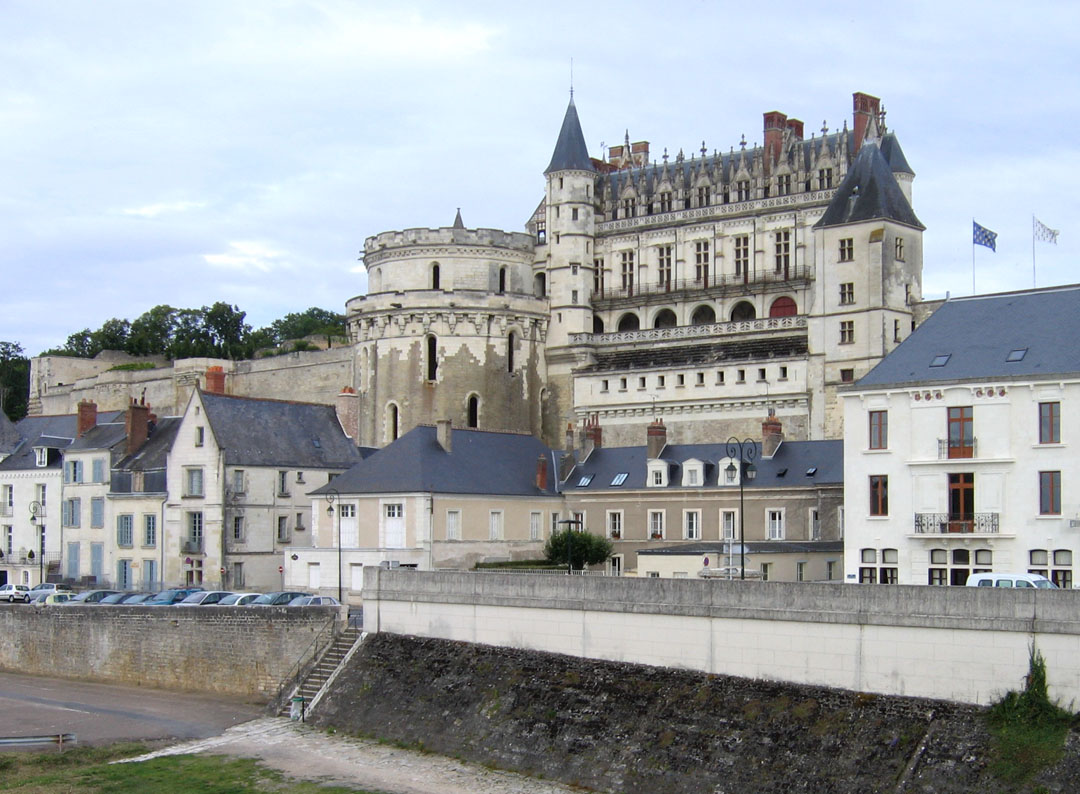
Lâu đài Amboise
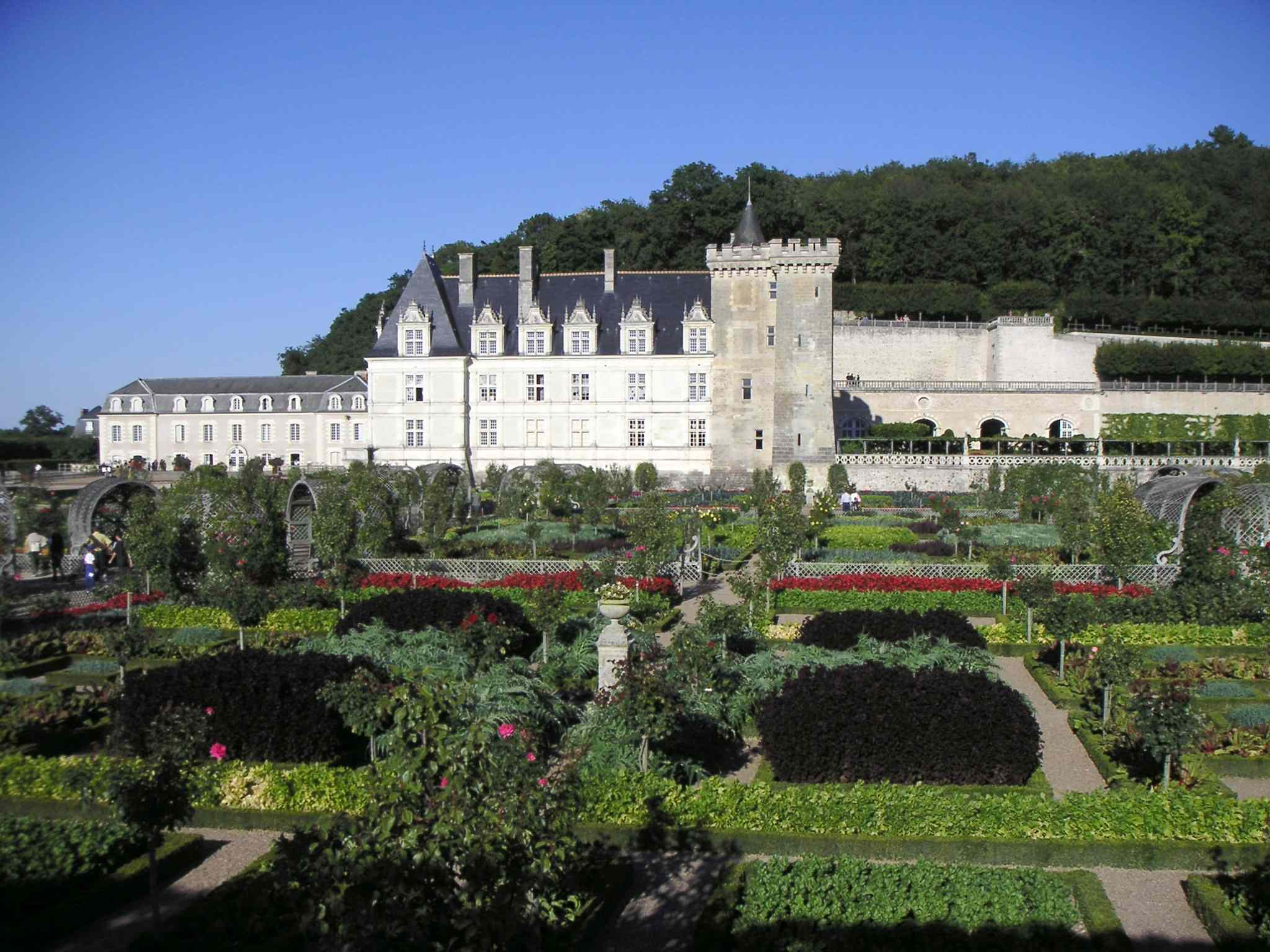
Lâu đài Villandry
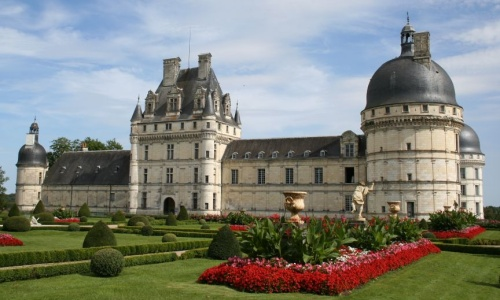
Lâu đài Valençay
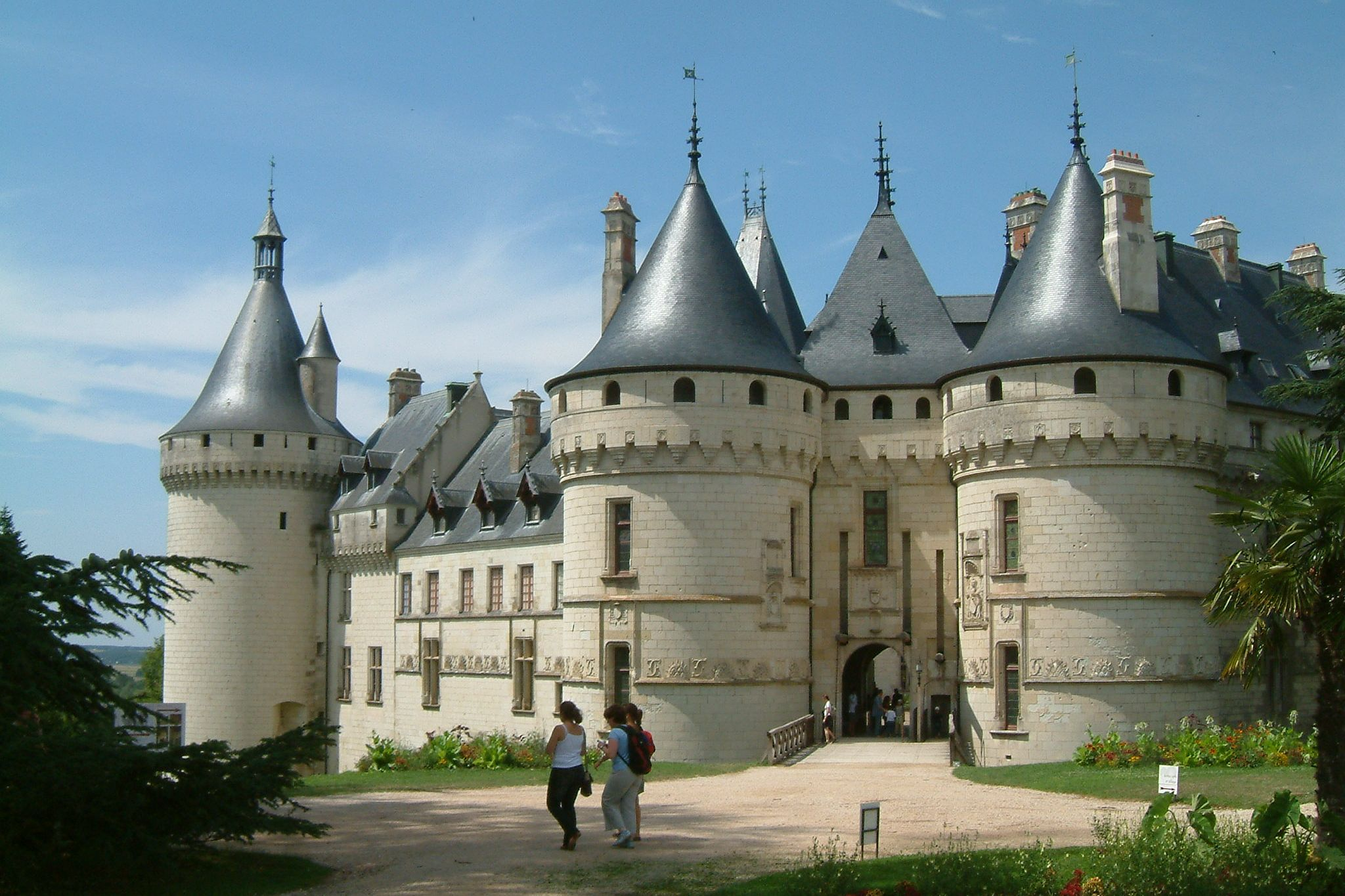
Lâu đài Chaumont-sur-Loire